# 公的扶助

OECD各国のGDPにおける社会的支出割合（%、種類別）

公的扶助（こうてきふじょ、英語: Public Assistance）とは、公的機関が主体となって租税を財源とし、最低限の生活を保障するために行う経済的援助。所得保障制度は、事前の拠出を伴う社会保険制度と、無拠出だが資力調査を伴う公的扶助（Public Assistance）と、厳格な資力調査を行わずに特別のカテゴリー（targeted）に給付する社会手当（Social Assistance）とに分類される。無拠出制年金。
公的扶助の成立前には、もっぱら教会や慈善団体による私的慈善事業（private charity）が行われたり、貧困を個人の素行等の道徳的問題として捉える消極的な施策にとどまっていた時代があった。しかし、貧困が個人のレベルでは解決しきれない広がりと深さをもってきたことが社会の共通認識となってきたことから、国家が客観的･無差別平等に、権利としての扶助を行うという現代的な公的扶助の制度が成立した。
公的年金、雇用保険、労災保険などの社会保険制度も、貧困対策の機能を有する。これらの社会保険制度と比較して捉えると、公的扶助とは「国家が、最低生活保障（ナショナル・ミニマム）を目的として、貧困状態にある者を対象に、貧困の事実認定を行うための資力調査（ミーンズテスト）を課し、公費を財源として行う制度」といえる。
日本には公的年金（内2010年 - 2013年の子ども手当、児童扶養手当、特別児童扶養手当）がある。

## アジア

### 中国
1999年から最低生活保障制度が発足した。中国では透明性を確保するため申請者と受給者の個人情報が公開されていることが特徴である。

### 日本
- 生活保護法：申請者の申請に基づき、生活扶助、教育扶助、住宅扶助、医療扶助、介護扶助、出産扶助、生業扶助、葬祭扶助の8種類が、単給または併給として行われる。
- 児童手当法：申請により児童手当が給付される。

また2016年には住民税非課税世帯を対象として、簡素な給付措置（臨時福祉給付金）が実施され、申請によって支給される。

### 韓国
大韓民国では国民基礎生活保障制度が公的扶助に該当する。2000年1月から施行されたこの制度により、従来の公的扶助では老齢・傷病・労働能力を喪失し生活維持能力がない者が対象だったが、新たに所得が最低生活費に達しない者も加わった。扶養義務にかかる客観的で厳格な審査がある。

## アメリカ州

### アメリカ合衆国
代表的なものとして、補足的保障所得（SSI）、フードスタンプ（SNAP）、貧困家庭一時扶助（TANF）、児童医療保険プログラム（SCHIP）、一般扶助がある。このうちTANF・SNAPは連邦政府直営の事業である。
さらに低所得者向けの公的扶助には、上述の制度以外にも、米国農務省の女性・乳児・児童栄養補助プログラムや国家学校給食プログラム、住宅都市開発省の住宅選択バウチャー制度（Housing Choice Voucher Program Section 8、家賃補助が主体）、エネルギー省のエネルギー扶助（Weatherization Assistance）、保健福祉省の低所得者向け医療保険制度（メディケイド）が存在する。老齢で心身に障害があり働けなくなった貧困者向けの補足的所得保障がある。
アメリカの公的扶助の代表として挙げられるのは、1935年要扶養児童家庭扶助(AFDC)であったが、現在はAFDCに代わって1996年の「個人責任就労機会調停法（PRWORA）法の成立に伴って施行された貧困家族一時扶助(TANF)である。AFDC、TANFともに貧困児童のいる母子家庭・父子家庭を主な対象としており、現金給付により貧困対策を行っている。TANFは、期限付きの生活扶助（衣類・住宅・食糧費のための現金援助）を提供し、同時に就労支援を行うプログラムであり、60か月の生涯受給制限を設けて、就職・就労・職業訓練などを義務づけ、雇用支援、育児ケアなどのサービスを提供している。
AFDCの受給者数がピークに達した1994年には、約500万世帯、全米で8分の1を超える児童がAFDCを受給しており、AFDC受給児童の半数以上は婚外子であり、4分の3には、離れて暮らす健康体の親がいた。再受給、再々受給を総計すれば、約半数が、5年を超えてAFDCを受給していた。こうした状況に対して、費用を規制するためにAFDCの財源に上限を設ける意見や、単親家庭の貧困児童に恒久的な支援を行うことが、家庭崩壊を助長し、未婚の出産を可能にし、AFDCの長期受給につながったとする意見が出て、福祉改革となった。AFDC受給者の大部分は、母子家庭であったため、1975年の社会保障法の改正では、子どもの扶養義務を履行していない親を州政府が探し出し、養育費の取立てを行う「児童扶養強制（Child Support Enforcement）」プログラムが規定された。同プログラムは、AFDC受給者には自動的に適用された。
その後、1996年福祉改革法により、AFDCのTANFへの再編が行われた。TANFの目的には就労準備、就労及び結婚の促進により、貧困な親達の政府の手当への依存を終わらせること、婚姻外の妊娠を予防し減少させるとともに、そのための年間数値目標を確立すること、両親のいる家庭の形成と維持を奨励することがあった。受給者には就労等の義務があり、要請に応じない者には給付の減額ないし停止という制裁措置がとられ、TANF受給中に新たに子どもが生まれた場合には、Family cap制度により（アリゾナ州他が採用）州政府は、その子どもに対する追加的給付を拒むことができるという特徴を持つ。
TANFでは、自立・就労支援で受給者が激減している。制度改革により、州政府にとっては1990年代前半のAFDC受給者と比べてTANF受給者は半減したにもかかわらず，連邦政府からの一括補助金はピーク時の金額が交付され，州政府の支出も継続することが義務づけられていることから，TANFに関連する州独自のプログラムや就業支援策を実施する財政的な裏づけを有することとなった。その結果，多くの州ではTANFから離れた人に対してもある程度の所得に達するまで支援を継続しているという効果を生んでいる。
なお、日本においても離婚の増加にともなう母子世帯数の増加を背景にして，児童扶養手当や公的扶助の受給世帯が増加していることから，福祉手当の支給に重点を置くのではなく就労による自立を支援するといったワークフェア型の改革が進められている。公的扶助制度とTANFを比較分析研究では、TANFの方がより就労促進的な制度となっていることが示された。しかし、日本の稼働可能な世帯の稼働率とTANFの稼働率と比較すると日本の稼働率がより高かった。

## ヨーロッパ

### イギリス
2012年現在、公的扶助の主な施策はインカムサポート、求職者手当があり、就労可能性ないし稼働能力の有無に応じていずれかを受ける。住宅に関してはハウス・ベネフィットという支援制度がある。
さらに低所得者を対象とした年金クレジットという無拠出制年金が存在し、租税を原資としてミーンズテストに基づいて支給され、収入に応じて減額される。
なおイギリスの医療制度は国民保健サービスによる公費負担医療である。

### イタリア
ミーンズテストに基づいて支給される。

### ドイツ
1962年 - 2004年まではBundessozialhilfegesetzで、2005年以降はZwölftes Buch SozialgesetzbuchにあるHilfe zum Lebensunterhaltという規則によってbewerberleistungsgesetz（亡命希望者給付金）などが保障される。給付を受けるには、求職センターにて求職している申請を行わなければならない。
2006年の求職者基礎保障制度Arbeitslosengeld II（通称：Hartz-IV、ハルツ･フィア）は、2004年のドイツの流行語ともなっている2005年に成立した制度である。

### フランス
公的扶助（assistance publique）という用語をスティグマ感がつきまとっていたことから1953年以降、社会扶助という用語に変更しており、それに加え、家族手当、家族係数などの家族給付および社会ミニマムといった多種多様な社会手当が公的扶助の制度体系の中で重要な役割を果たしている。社会保険制度からの給付を受けられない者に対しての補助的な制度である。
1988年に長期失業者に対する社会参入最低所得（RMI）制度が発足。支給額は、2008年の水準で独身者が月額455ユーロであった。これは、パートタイム労働者の最低賃金が月額換算で約500ユーロであり、家族が2人以上いればRMI制度を利用するのと同等の経済水準となることから労働意欲を失わせかねない状態であった。このことから、2009年6月1日より就労意欲を喚起させる新たな積極的連帯所得（RSA）制度が発足。就職しても収入額に応じて段階的な保障が受けられる制度に変更した。RSAが掲げる理念は「労働による貧困からの脱出」である。RSAは、最後のセーフティネットであるため、受給するには利用できる他の社会給付をすべて申請していなければならない。また、配偶者や子に関する扶養費の請求や離婚に伴う相手方からの補償手当の請求などもすべて行なわなければならない（L. 第262-10条）。基準額（MF）は、単身かカップル（夫婦、内縁関係、Pacs）かという点及び扶養する子の人数に応じて決定される。特例として、一定の条件を満たす単親に対しては、原則として12か月間、一定額増額されたMF（以下「単親増額」）が適用される（L. 第262-9条）。この単親増額は末子が3歳に達するまで延長することができる。

### フィンランド
フィンランドでは生計援助の受給資格につき、法は「援助を要する者で、賃労働、事業活動、生計費を保障するその他の給付、その他の収入もしくは資産、生活保持義務者による扶養、またはその他の方法により生計費を得ることのできない者は、何人も生計援助を受給する権利を有する」と定める。
独居者およびひとり親は、国民年金法にいう1級自治体において約3万7千円の食糧費等の基礎金額及び住宅費の実費等を支給される。生計援助は基本的に短期的支援を目的とし、一時的な困難からの脱却を助けるとともに、そうした困難の発生を防ぐための給付とされるため、斡旋された職業もしくは就労促進政策上の措置を正当な理由なく拒否したり、それらの斡旋が当人の解怠によって不可能となった場合、基礎部分を減額できる。

### スウェーデン
社会扶助（Socialbidrag）と呼ばれており、市町村に相当するコミューンが責務を持ち、財源はコミューンの一般歳入である。ミーンズテストが実施され、受給率は生産年齢世帯の5.7%。なおスウェーデンの医療制度は公費負担医療である。
公的年金は国の権限によって実施されており、スウェーデンに居住していれば給付される社会扶助年金（租税原資）と、労働市場に参加し保険料を支払っていれば給付される所得比例年金の2段階に組み立てられ、従前所得に対して高い割合の給付が保障されている。最低保障年金は所得比例年金の積立が増えるに従って減額されていき、一定額以上ではゼロになる。
社会扶助については、管理･運営がコミューンに委ねられている。運営面でコミューン間にかなり相違があり、給付水準さえも異なるケースがある。給付の際には、最低生活費の給付とともに、ソーシャルワークによって自立支援が行われているという。その社会扶助の受給資格がきわめて厳しく、所有物を基本的に売却しなければならず、家や土地はもちろん、自治体によっては車も売却対象となり、また少しでも労働能力があれば就労プログラムへの参加が強いられる。1990年代の経済危機により失業者が増加し社会扶助受給者が増え、社会扶助にかかるコストの増加、受給者数の増加、さらには受給年数の長期化という3つの要因によって「スウェーデンモデルの崩壊」が叫ばれるほどであった。その結果、社会省が1999年から2004年までに社会扶助受給者数を半減する目標を設定し、同時に社会扶助受給者の増加を分析したところ、長期受給者の増加によって、社会扶助受給世帯の子供も社会扶助受給者に陥るような、貧困の世代間継承の事例も存在することが確認されている

### デンマーク
デンマークはノルディックモデルの高福祉高負担福祉国家であり、食料品・日用品などにVAT（付加価値税）25%が課され、公的扶助費にも課税されている。国民負担率は世界一の48.6%（2013年、OECD統計）といわれる。
公的扶助は永久給付ではなく受給条件があり、学校の清掃活動参加、町の施設や病院での奉仕などの義務が伴い、義務を履行しない場合は受給停止となる。就労活動にも厳しく関係者の監視がつく。
1994年、現金援助金制度の改革が行われ、これにより、市は、ただ単に現金援助金を支給するだけでなく、就労促進対策、職業紹介、職業相談、教育訓練等の事業を行い、受給者の雇用機会の創出のための積極的な支援を行うことが義務づけられた。現金支援の支給が決定した場合、就労が可能と考えられる全ての者がコペンハーゲン職業センターで審査を受ける。即日、状況に応じ、産業適応訓練センター等9つある就労促進施設（全て市の機関）いずれかの活動に参加することが義務づけられ、これに従わない場合は現金援助金の支給が停止される。
2014年1月からは、16歳から受給を始めた36歳のシングルマザーが特段の問題なく就労せずにフルタイム労働者よりも多額の生活費を福祉で得ていたことに端を発した論争から改革が起こり、30歳未満の公的扶助対象者は、手当受給のために職業訓練を受けることが必須となった。また30歳以上の対象者は、手当を受給するためには何らかの労働（主に公園や道路の清掃など）を行うことが前提条件となった。またこれまでは、夫婦のうち一方が無収入でももう一方の配偶者に一定の収入があれば、扶助支給の対象から除外されていたが、これは同棲しているパートナーたちには適用されなかったが、改正により同居パートナーにも適用されることになった。

### ノルウェー
公的扶助はミーンズテストに基づいて提供される。給付対象はノルウェー在住世帯で、国籍や年齢は問われない。また給付期限は特に定めが無い。給付を受ける際には、「市役所での労働」「就職活動」「職業訓練の受講」のいずれかが義務付けられる。定職が見つかった場合であって、当該職に就くことが可能な場合には、給付が停止される。